# 圈紫胸魚
圈紫胸鱼，为輻鰭魚綱鱸形目隆头鱼科的其中一種。

## 分布
本魚分布于中西太平洋區，包括夏威夷群島及詹斯頓島等海域。

## 深度
水深2至15公尺。

## 特徵
本魚體側扁，雌魚與幼魚體色灰黑色，吻部灰白色，背部密布白點，腹部具網狀紋，胸鰭基部具一鑲藍邊黃斑，尾柄具2個鑲藍邊的黑斑；雄魚背部青綠色，具數條藍色細縱紋，腹部淡藍色。背鰭基部橘紅色，體側中央從胸鰭上方至尾柄具一黃色縱帶，體長可達15公分。

## 生態
本魚棲息在珊瑚礁平台，幼魚常在潮池中發現，具性轉變，行一夫多妻制，活動力強，夜晚潛沙而眠，屬肉食性，以小型底棲動物為食。

## 經濟利用
多做為觀賞魚。

## 扩展阅读
維基物種上的相關：圈紫胸鱼